# Olivia Adriaco
 (août 2020).
Si vous disposez d'ouvrages ou d'articles de référence ou si vous connaissez des sites web de qualité traitant du thème abordé ici, merci de compléter l'article en donnant les références utiles à sa vérifiabilité et en les liant à la section « Notes et références ».
Olivia Adriaco est une animatrice de télévision et chanteuse française, née le 5 février 1966 à Paris. Elle a animé certaines émissions sur M6, Hot Forme mais surtout Vidéo Gag sur TF1, notamment.

## Biographie
Olivia Adriaco est surtout connue pour avoir présenté, que ce soit avec Bernard Montiel ou Sébastien Folin, l'émission Vidéo Gag pendant 8 ans sur TF1, entre septembre 2000 et la fin de l'émission le 29 juin 2008. Elle est maintenant à distance de la télévision française.
Elle est aujourd’hui architecte paysagiste au pays Basque.

### Théâtre
- Cinq années au conservatoire classique d’art dramatique, préparation au conservatoire de la rue Blanche.
- Une année au sein de la troupe de théâtre La compagnie du hameau.
- Une année à l’école du spectacle de Chris Pagès (chant, danse, théâtre).
- Voix pour la publicité, jingles radio et dessins animés.
- La Nuit du Rat.

Dans le rôle de Formol au théâtre Dejazet. Opéra rock écrit par Boris Bergman, Richard Leduc et Paul Ives.
- Stages de comédie (masters class) avec Bernie Hiller, qui depuis plus de trente ans travaille avec les plus grands enseignants de New York et Los Angeles.

### Radio
- Écriture et présentation de Trop blonde pour toi, émission quotidienne à 8 h 25 sur les ondes de Rire et Chansons (groupe NRJ). Autrice du livre Trop blonde pour toi édité chez Michel Lafon.
- Jingles publicitaires.

### Télévision

#### SurM6
•  Janvier 1991 - Août 1992 : Hit Hit Hit Hourra !
- 1995 - 1998 : Hot Forme
- 1996 : Dance Machine Club
- 1996 - 1997 : Les Julies (chroniqueuse)
- 1996 - 1998 : Concert Privé
- 1998 : Les Voyages d'Olivia
- 1998 - 1999 : Pourquoi ça marche, avec Laurent Weil
- 2000 : Belle et Zen

#### SurTF1
- 2000 - 2008 : Vidéo Gag, avec Bernard Montiel, puis Sébastien Folin
- 2000 : Les Petits Princes, avec Billy, Frédéric Joly, Armelle Gysen, Benjamin Castaldi et Flavie Flament
- 2008 : Ma maison pour l'avenir

#### SurEquidia
- 2007 : Le Grand Bêtisier du Cheval

#### SurNT1
- 2009 : 10 000 euros sur la table

#### SurGulli
- 2011 : Total Wipeout : Made in USA, avec Michaël Grégorio

#### SurStylia
- 2014 : Les Jardins d'Olivia

### Musique
- Productrice, compositrice et interprète de l'album Ambiguous, concerts et promotion dans toute la France.
- Reprise du titre Mercedes Benz, concerts avec Beverly Jo Scott en Belgique et au New morning à Paris et pour Terry le petit ange avec de nombreux artistes à Villefranche-de-Rouergue et sur la scène de l'Olympia à Paris.
- Heaven Seven, compositrice, interprète de l'album.
- Concert à l’Atabal en 2012.

## Discographie
- Ambiguous (2004)
- Heaven Seven (2009)

## Littérature
- Trop blonde pour toi (2002)
- Savoir écouter les chevaux  (2009) (livre de Alessandra Moro-Buronzo) (préface)